# セットゥ ユイットゥ
株式会社セットゥ ユイットゥ（英:  SEPT HUIT CORPORATION ）は、東京都渋谷区神宮前六丁目に本社を置く紳士・婦人衣料品及び服飾品の小売・卸売販売を行っている企業。豊田通商グループの豊通ファッションエクスプレス完全子会社。

## 取扱ブランド
- ADMIRAL
- TOROY
- BRITISH KHAKI
- LIBERTY BELL

## 事業所
- 本社
  - 東京都渋谷区神宮前六丁目27番8号   京セラ原宿ビル5階

- 大阪支店（豊通ファッションエクスプレス）
  - 大阪府大阪市中央区南船場4丁目3番11号 大阪豊田ビル